# 奧蘭 (薩爾塔省)
圣拉蒙-德拉新奥兰（西班牙語：San Ramón de la Nueva Orán），常简称奧蘭（Orán）是阿根廷的城鎮，位於該國西北部，由薩爾塔省負責管轄，距離首府薩爾塔270公里，始建於1794年8月31日，得名于阿尔及利亚奥兰，海拔高度336米，主要經濟活動是農業，2012年人口84,036。

## 外部連結
- Municipality of Orán - Official website.

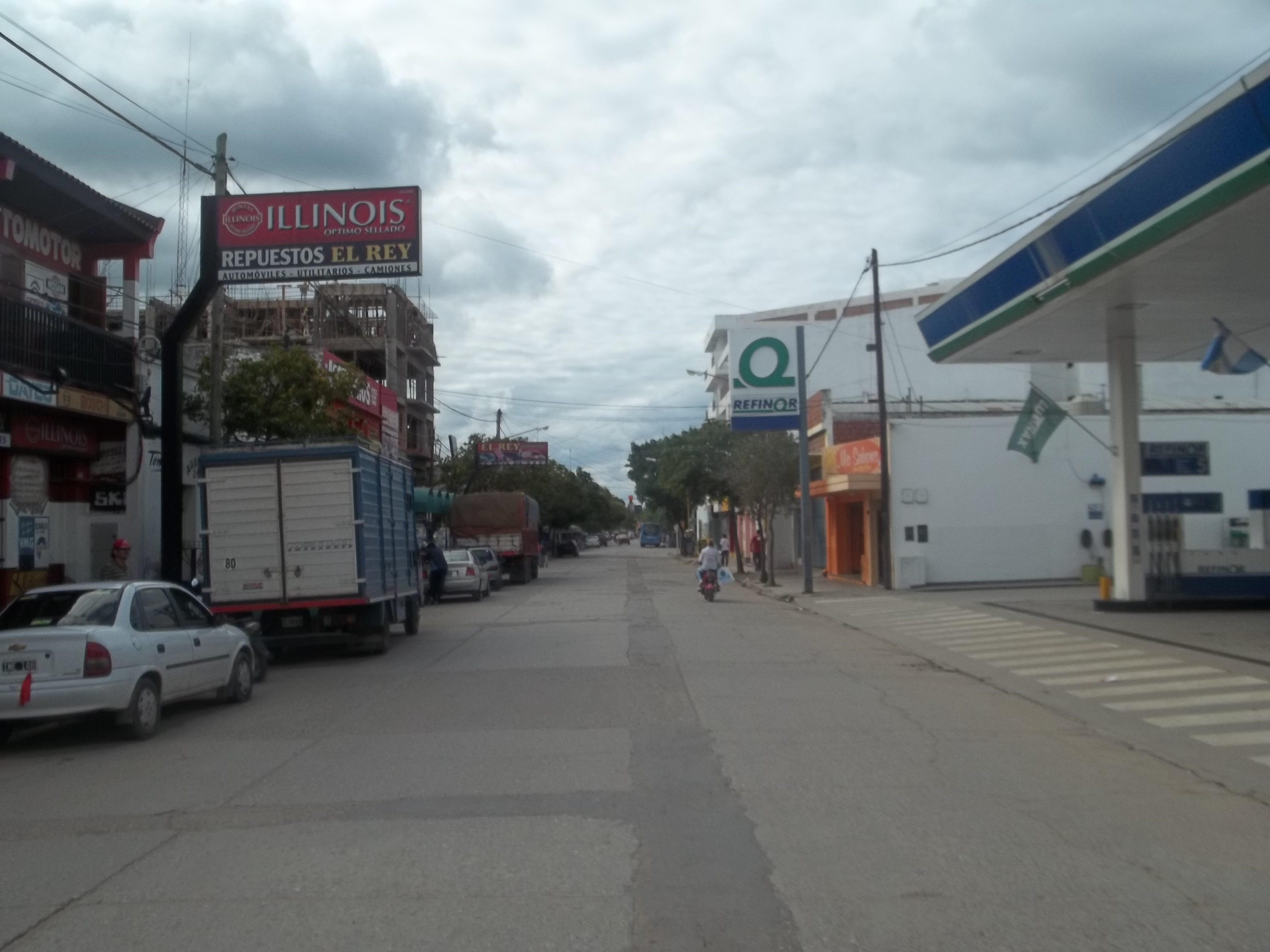
奧蘭

- Orán Department - San Ramón de la Nueva Orán - Official website of the Chamber of Deputies of Salta, information portal.